# Tamara Clavería Jiménez
Tamara Clavería Jiménez (Bilbao, 1984) es una integradora social de etnia gitana, feminista y activista, presidenta de la Asociación de Mujeres Gitanas de Euskadi AMUGE.

## Biografía
Nació en Bilbao en 1984. Es hija de la tía Puri y del tío Miguel. Viene de un linaje gitano que vive en el barrio de Otxarkoaga, uno de los más empobrecidos y segregados de Bilbao.
Sus padres la sacaron de la escuela cuando tenía catorce años para que ayudara en la economía del hogar. Cuando su hermana menor creció retomó sus estudios. Sacó el título de Graduado Escolar en EPA y empezó a buscar empleo. Como había pocas personas gitanas con titulación, pronto empezó a trabajar en una entidad, donde una compañera le hizo ver la importancia de seguir formándose para que fuera un referente para otras personas gitanas. Por las mañanas trabajaba y por las tardes iba a estudiar. Y su familia le pedía que hiciera también las labores del hogar y la compra. Consiguió graduarse como Integradora Social, siendo la primera gitana en el País Vasco formada en esa especialidad.
Tiene un máster en Orientación Laboral, además de varios cursos sobre integración. Ha estudiado Trabajo Social en la UNED y siempre le ha gustado aprender y tener un pensamiento crítico. Ha sufrido antigitanismo desde la escuela, por el hecho de ser gitana. Defiende la educación de las mujeres gitanas y asegura que es una herramienta para mejorar la situación del pueblo gitano.

### Trayectoria activista
Su abuelo, el tío Dimas, patriarca del pueblo gitano en Bilbao, le dijo antes de morir que ella debía seguir con su legado. Y Clavería lo ha seguido, trabajando en el movimiento asociativo en defensa de los derechos del pueblo gitano, y sobre todo, de las gitanas. Es la presidenta de la Asociación de Mujeres Gitanas de Euskadi AMUGE, (previamente lo fue su madre) desde donde denuncian el racismo y el antigitanismo y apuestan por un feminismo más inclusivo. Colaboran con organizaciones como Unesco Etxea o SOS Racismo de Bizkaia.
Fue el alma mater de las jornadas Empoderío: Gitanas feministas en movimiento celebradas en febrero de 2018 en Bilbao, con la presencia de dos referentes del feminismo: Marcela Lagarde y Pilar Heredia.
Clavería clausuró las V Jornadas feministas de Euskal Herria, celebradas en noviembre de 2019 en Durango, con un discurso feminista, anticapitalista y antirracista. Fue tan aplaudido, que el movimiento feminista autónomo invitó a AMUGE a leer uno de los manifiestos del 25 de noviembre de ese mismo año, frente a las más de 20 000 manifestantes en la explanada del Ayuntamiento de Bilbao.
Para tener datos objetivos del antigitanismo al que se ven expuestas, en 2021 realizaron una investigación basada en la metodología del testing: mujeres gitanas, mujeres blancas y mujeres que llevaban escondida una cámara entraban al mismo tiempo en 20 establecimientos distintos de Bizkaia. En 16 de ellos registraron comportamientos y actuaciones del personal basados en prejuicios antigitanos. En 2023 volvieron a denunciar el trato racista y humillante recibido en establecimientos de Bilbao.
En abril de 2022 compareció en el Congreso de los Diputados para el Pacto de Estado contra el antigitanismo y la inclusión del pueblo gitano. Clavería propuso incluir medidas interseccionales con perspectiva feminista. En febrero de 2023 participó en el Encuentro Internacional Feminista "Feminismos para un mundo mejor" en Madrid organizado por el Ministerio de Igualdad.